# Červen 2010
1. června – úterý
- Ve věku 77 let zemřel ruský básník Andrej Andrejevič Vozněsenskij.[1]
- Ve věku 74 let zemřel v Praze český publicista a překladatel Vladimír Bystrov.[2]

3. června – čtvrtek
- Stovky věřících se v toskánské obci Zeri zúčastnily osmikilometrového pochodu za očištění italštiny od vulgárních výrazů.[3]
- Ve věku 87 let zemřel americký spisovatel českého původu a někdejší agent chodec Ota Rambousek.[4]
- V Moskvě začal experiment Mars 500, během něhož bude šest dobrovolníků 520 dní uzavřeno v modelu vesmírné lodi, v němž bude simulován let na Mars a zpět. Cílem je prověřit, jakou fyzickou a duševní zátěž bude muset podstoupit posádka při skutečném letu.[5]

3.–6. června
- V katalánském letovisku Sitges proběhlo setkání elitní skupiny Bilderberg.[6]

4. června – pátek
- Benedikt XVI. navštívil jako první papež v historii Kypr.[7]

5. června – sobota
- Během posledních 24 hodin se podařilo zachytit asi třetinu z unikající ropy z poškozeného vrtu u ropné plošiny Deepwater Horizon.[8]

6. června – neděle
- Ve Slovinsku proběhlo referendum o postoupení vleklého sporu o pozemní a námořní slovinsko-chorvatské hranice mezinárodnímu soudu. Pro se vyjádřilo necelých 52 procent voličů.[9]
- Ve věku 78 let zemřel český režisér, scenárista a herec Ladislav Smoljak.[10]
- Ve věku 69 let zemřel historik Vladimír Nálevka.[11]

7. června – pondělí
- Indický soud shledal společnost Union Carbide a sedm jejích manažerů vinnými z úniku jedovatých plynů z továrny v Bhópálu v roce 1984, jehož následkem zemřelo přibližně 20 tisíc lidí. Šest obviněných bylo za zabití z nedbalosti odsouzeno ke dvěma letům vězení, sedmý již zemřel.[12]
- Ministři financí Evropské unie se na jednání v Lucemburku dohodli na tom, že Unie bude schvalovat rozpočty členských zemí, a na vytvoření záchranného fondu obsahujícího 750 miliard eur. Dále souhlasili se vstupem Estonska do eurozóny od roku 2011; toto rozhodnutí musí ještě potvrdit summit.[13]
- Severokorejský vůdce Kim Čong-il navštívil mimořádné zasedání parlamentu, na kterém byl jmenován novým premiérem Čche Jong-rim.[14]

8. června – úterý
- Letošním laureátem Ceny Franze Kafky se stal Václav Havel.[15]

9. června – středa
- Rada bezpečnosti OSN schválila nové sankce proti Íránu kvůli neprůhlednosti jeho jaderného programu.[16]
- V předčasných nizozemských parlamentních volbách zvítězila liberální VVD (20,4 % hlasů a 31 mandátů) před sociální demokracií PvdA (19,6 % a 30 mandátů) a Stranou pro svobodu (PVV, 15,5 % a 24 mandátů). Dosavadní premiér Jan Peter Balkenende, předseda neúspěšné Křesťanskodemokratické výzvy (CDA, 13,7 % a 21 mandátů), v reakci na výsledky se vzdal předsednictví strany i mandátu. V dolní komoře parlamentu zasednou zástupci celkem 10 stran.[17]

11. června – pátek
- V Jižní Africe začalo devatenácté mistrovství světa ve fotbale, historicky první na africkém kontinentu. V úvodním zápase remizoval domácí výběr s Mexikem 1:1.
- V Lublani zemřel bývalý guvernér jugoslávské centrální banky a předseda slovinské vlády Janko Smole.[18]

13. června – neděle
- V sobotních slovenských parlamentních volbách zvítězila strana SMER – sociálna demokracia (34,79 % a 62 mandátů), většinou v parlamentu však disponují středopravé strany Slovenská demokratická a kresťanská únia – Demokratická strana (15,4 % a 28 mandátů), Sloboda a Solidarita (12,1 % a 22 mandátů), Kresťanskodemokratické hnutie (8,5 % a 15 mandátů) a MOST-HÍD (8,1 % a 14 mandátů), které mají dohromady 79 mandátů. Kromě zmíněných stran se do parlamentu dostala ještě Slovenská národná strana (5,1 % a 9 mandátů).[19]
- Planetární sonda Hajabusa japonské vesmírné organizace JAXA se po sedmi letech vrátila na Zem. Návratové pouzdro s vzorky prachu z asteroidu dopadlo do jižní Austrálie, sonda shořela v atmosféře.[20]

14. června – pondělí
- V Kyrgyzstánu probíhají etnické nepokoje, na jihu země pokračuje rabování a žhářství. Ruská federace do země vyslala nejméně 150 výsadkářů, kteří chrání zatím ruské vojenské objekty. Ruská vláda nevyloučila, že může do situace vojensky zasáhnout, byť to v předcházejících dnech odmítala. Sousední Uzbekistán odmítá přijímat další uprchlíky a plánuje uzavřít hranice. Žádá také humanitární pomoc pro 45 tisíc dospělých Uzbeků a tisíce dětí, které už přijal v minulých dnech.[21][22]
- Podle oficiálních výsledků v belgických parlamentních volbách zvítězila národně konzervativní a separatistická Nová vlámská aliance (N-VA), která ve Vlámsku získala 27,8 % (celkově v Belgii 17,4 %) hlasů a získala 27 poslaneckých křesel. Ve frankofonním Valonsku zvítězila Socialistická strana (PS) s 37,5 % (celkem 13,7 %) hlasů a 26 mandáty.[23][24]
- Ve věku 85 let zemřel biskup Jaroslav Škarvada.[25]

15. června - úterý
- Britský premiér David Cameron se omluvil za zásah britských vojáků proti protestnímu průvodu v Severním Irsku v roce 1972, při kterém britští vojáci zabili 13 osob.[26]

17. června - čtvrtek
- Přibližně 120 000 ultraortodoxních Židů se v Jeruzalémě zúčastnilo demonstrace proti izraelskému nejvyššímu soudu. Požadovali nadřazenost Tóry nad civilní zákony země.[27]

18. června - pátek
- Prezident Václav Klaus jmenoval novým guvernérem České národní banky Miroslava Singera, který tak od 1. července vystřídá Zdeňka Tůmu.[28]
- Ve věku 81 let zemřel nositel ceny Magnesia Litera 2007 český literární vědec Vladimír Justl.[29]
- Ve věku 87 let zemřel nositel Nobelovy ceny za literaturu portugalský spisovatel José Saramago.[30]
- Ve věku 94 let zemřel francouzský generál Marcel Bigeard.[31]

19. června - sobota
- Švédská korunní princezna Viktorie se v den 34. výročí svatby svých rodičů provdala za svého přítele Daniela Westlinga.[32][33]

20. června - neděle
- V prvním kole předčasných polských prezidentských voleb získal nejvíce hlasů podle očekávání Bronisław Komorowski, druhý skončil Jarosław Kaczyński. Oba se utkají 4. července ve druhém kole.[34]
- Předsedou ODS byl na 21. kongresu strany zvolen Petr Nečas. První místopředsedkyní Miroslava Němcová. Místopředsedy se stali Alexandr Vondra, Pavel Drobil, Jiří Pospíšil a Pavel Blažek.[35]
- Ve věku 52 let zemřel český herec Vladimír Dlouhý.[36]

22. června – úterý
- Mari Kiviniemiová se stala novou finskou premiérkou.[37]

24. června – čtvrtek
- Ve Wimbledonu skončil nejdelší tenisový zápas v historii. Po třech dnech hry udolal Američan John Isner Francouze Nicolase Mahuta v pátém setu 70:68.[38][39]
- Miroslava Němcová se stala první ženou v čele Poslanecké sněmovny Parlamentu České republiky. Místopředsedy byli zvoleni Vlasta Parkanová, Kateřina Klasnová a Lubomír Zaorálek.[40][41]
- Australskou vládu povede Julia Gillardová, která je první ženou v této funkci.[42]
- Do funkce českobudějovického primátora byl zvolen Miroslav Tetter, který funkci zastával již v letech 1998 až 2006.[43]

26. června – sobota
- Ve věku 77 let zemřel bývalý litevský prezident a premiér Algirdas Mykolas Brazauskas.[44]
- Brnem prošel průvod Queer Parade, pod silnou policejní ochranou kvůli obavám z napadení pravicovými radikály.[45]

28. června – pondělí
- Petr Nečas byl na Pražském hradě prezidentem Václavem Klausem jmenován 9. předsedou vlády České republiky.[46]

29. června – úterý
- Novým maďarským prezidentem byl zvolen Pál Schmitt; funkce se ujme 5. srpna.[47]

30. června – středa
- Český tenista Tomáš Berdych ve čtvrtfinále Wimbledonu porazil světovou dvojku a šestinásobného šampiona Rogera Federera (1) po setech 6:4, 3:6, 6:1 a 6:4. V semifinále se střetne se Srbem Novakem Djokovićem.[48]
- Novým německým spolkovým prezidentem byl zvolen Christian Wulff.[49]